# 八千代市立高津中学校
八千代市立高津中学校（やちよしりつ たかつちゅうがっこう）は、千葉県八千代市高津にある公立中学校。近くには八千代市立高津小学校がある。

## 概要
ジャージは紺色で体操服は水色。制服は男子は学ラン、女子はセーラー服。普段は校内では体操服またはジャージを着用し、制服を着用するのは登下校時と行事の時のみである。2018年9月頃に電子黒板とタブレットPCが、2020年度より全教室にエアコンが導入された。
体育祭は闘魂祭と称され、赤分団、黒分団、青分団、白分団、黄分団、緑分団に分かれ、分団リーダー中心に活動を行っていた。2018年度以降は生徒数減少のため緑分団を廃止し、5分団で実施している。

## 沿革
- 1972年4月1日 - 高津団地造成に伴い八千代市立八千代中学校より分離し開校
- 1972年4月6日 - 第1回入学式及び開校記念式開催
- 1978年度 - 校歌制定[3]
- 2018年9月 - 電子黒板とタブレットPCを導入
- 2020年度 - 全教室にエアコン[4]を設置
- 2024年度-3学期制から2学期制に移行･プール解体

## 学区
高津、大和田新田の一部及び緑が丘、緑が丘西の一部、高津団地の全域
詳しくは学校名から調べる: 高津中 | 八千代市教育委員会を参照

## 著名な卒業生
- 佐藤寿人（元サッカー選手）
- 佐藤勇人（元サッカー選手）